# Potsdamer Brücke
Die Potsdamer Brücke ist eine Straßenbrücke im Berliner Ortsteil Tiergarten des Bezirks Mitte und führt die Potsdamer Straße, Teil der Bundesstraße 1, zwischen Reichpietschufer und Schöneberger Ufer über den Landwehrkanal. Die Balkenbrücke aus Spannbeton stammt aus dem Jahr 1966.

## Vorgängerbauten über den Schaafgraben

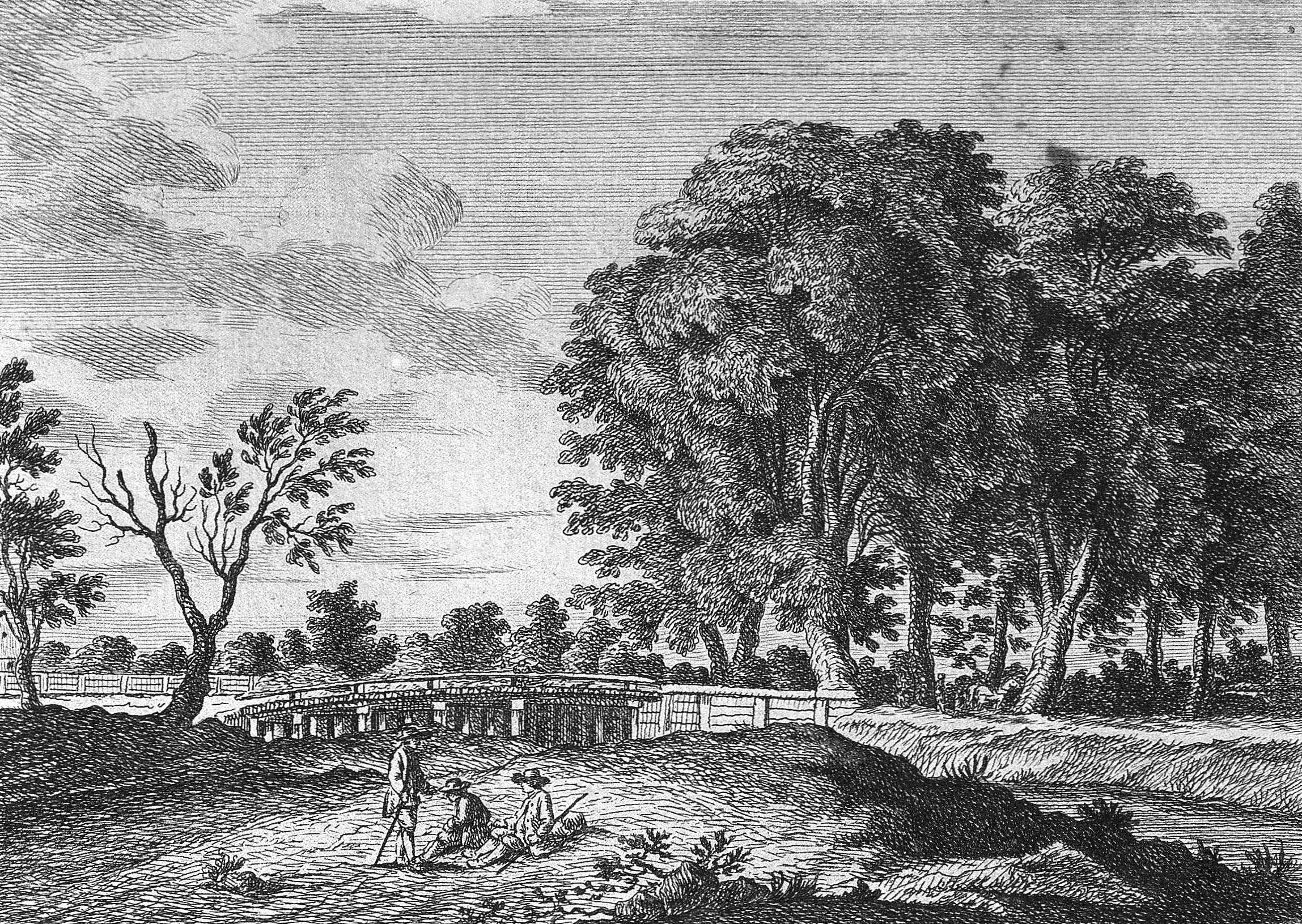
Schaaf-Brücke vor dem Potsdamer Thor,
Kupferstich, 1775

Eine Brücke über den Schaafgraben im Zuge der Straße von Berlin nach Potsdam bestand schon spätestens im 15. Jahrhundert. Hierbei handelte es sich um einen hölzernen Laufsteg. Erst mit dem Beginn der Nutzung des Schaafgrabens als Floßgraben zu Beginn des 18. Jahrhunderts musste in die Brücke eine aufklappbare Durchfahrt eingebaut werden.
Der Name Potsdamer Brücke als Bezeichnung für die Brücke taucht erstmals auf einer Karte aus dem Jahr 1723 auf. Der Name Schaaf-Brücke ist hier einer Brücke über den Schaafgraben im Zuge der Lindenstraße zugeordnet. In späteren Jahren (1772, 1778, 1786, 1809 und 1810) trug die Brücke im Zuge der Straße nach Potsdam diesen Namen. Dies hängt wohl mit der Bezeichnung einer Brücke über den Hornwerksgraben, einem alten Befestigungsgraben südlich der Dorotheenstadt, im Berliner Stadtinneren als Potsdamer Brücke zusammen. Auch nach Beseitigung des Grabens und der Brücke hielt sich auf Grund der weiter vorhandenen Kolonnaden der Name bis etwa 1790.

## Brücke von 1850
Zwischen 1845 und 1850 wurde der Schaafgraben zum Landwehrkanal ausgebaut. Alle alten Brücken über den Graben wurden durch neue Klappbrücken ersetzt, so auch die Brücke im Zuge der Potsdamer Straße, die nun auch wieder Potsdamer Brücke hieß. Da der Kanal im Bereich der Kreuzung mit der Potsdamer Straße eine enge Kurve machte, wurde die neue Brücke rechtwinklig über den Kanal geführt, um die Schifffahrt nicht noch stärker zu behindern. Damit lag die Brücke nicht in der Achse der Potsdamer Straße, sodass der Straßenverkehr über die Brücke diese in einer S-Kurve überfahren musste. Die neue Brücke war dreifeldrig, zwei massive Steinpfeiler ruhten im Kanalbett. Die Breite der Brücke betrug nur 11,03 m. Den Anforderungen der wachsenden Stadt wurde jedoch diese Brücke bald nicht mehr gerecht und so wurde sie 1864 auf 18,8 m verbreitert. 1874 wurde die Brücke beidseits um 4,30 m breite feste Fußgängerstege ergänzt. Die Fußgängerstege konnten steiler als die Fahrbahn ausgeführt werden, sodass diese aus Eisen und ohne Klappfunktion hergestellt wurden. Trotz dieser zweimaligen Kapazitätserweiterung war die Brücke weiterhin ein Verkehrshindernis. Vor allem nachdem ab 1878 die Straßenbahn eingleisig und ab 1882 zweigleisig über die Brücke fuhr, denn auch die Straßenbahn musste mit engen Gegenkurven über die steile Klappbrücke geführt werden. Aber auch für die Schifffahrt war die Brücke ein Hindernis. Zwischen den beiden steinernen Pfeilern im Kanalbett blieb nur eine Durchfahrtsbreite von acht Metern. Zusammen mit der Lage der Brücke in einer engen Kanalkurve stellte sich die Durchfahrt schon grundsätzlich schwierig dar. Hinzu kam, dass sich an den Pfeilern teilweise starke Strömungen entwickelten, sodass zeitweise Schlepper eingesetzt werden mussten, um Schiffe durch die Brücke zu ziehen. Schließlich war auch die Durchfahrtshöhe der Brücke so gering, dass leere oder wenig beladene Schiffe die Brücke nur im aufgeklappten Zustand passieren konnten. Da diese Einschränkung dem immer weiter zunehmenden Straßenverkehr nicht zugemutet werden sollte, durften letztendlich Schiffe, für die die Brücke bei der Durchfahrt aufzuklappen war, nur noch nachts passieren.

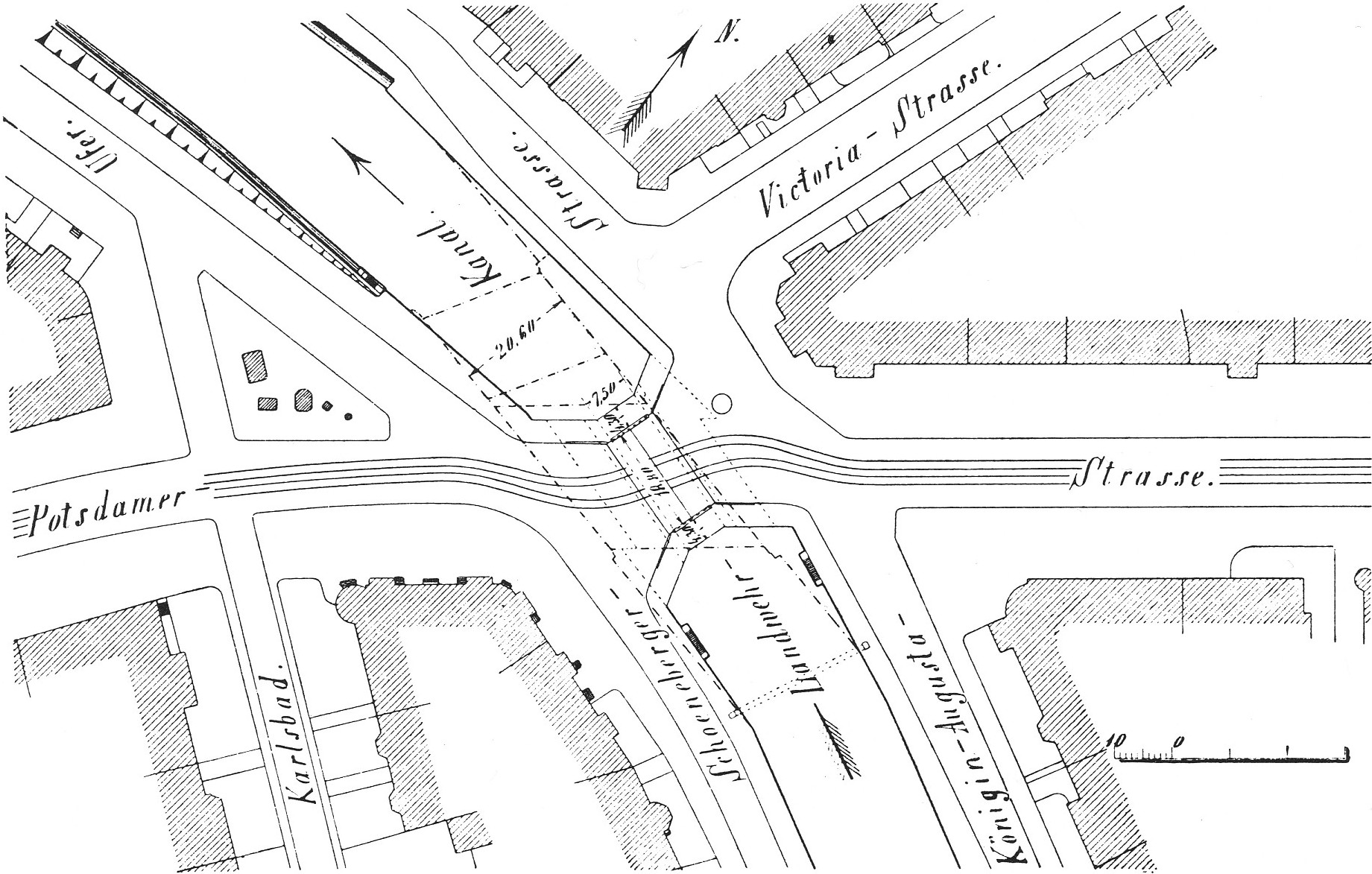
Lageplan (gestrichelt eingezeichnet begradigter Kanal und Lage der neuen Brücken)
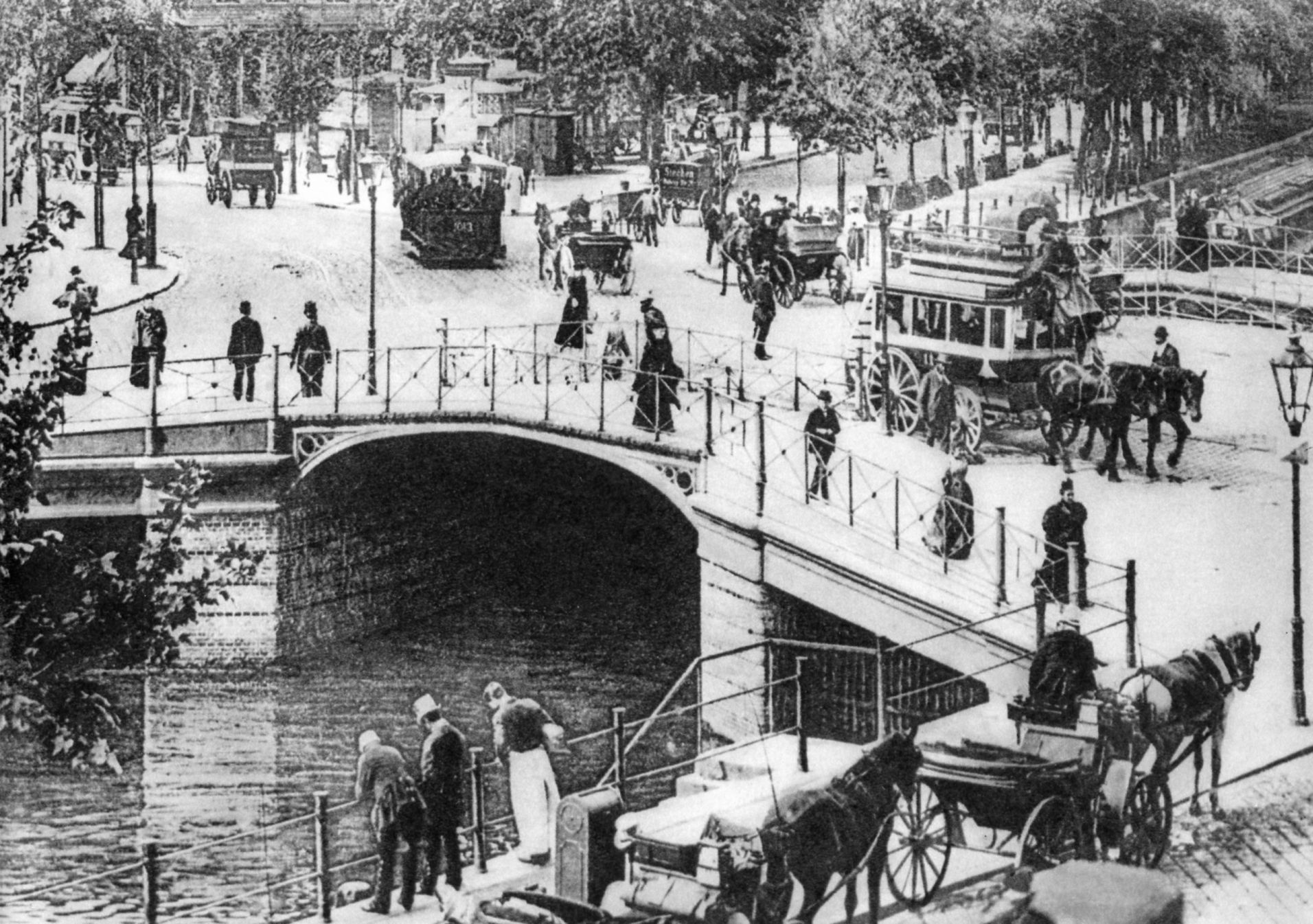
Potsdamer Brücke im Zustand um 1890
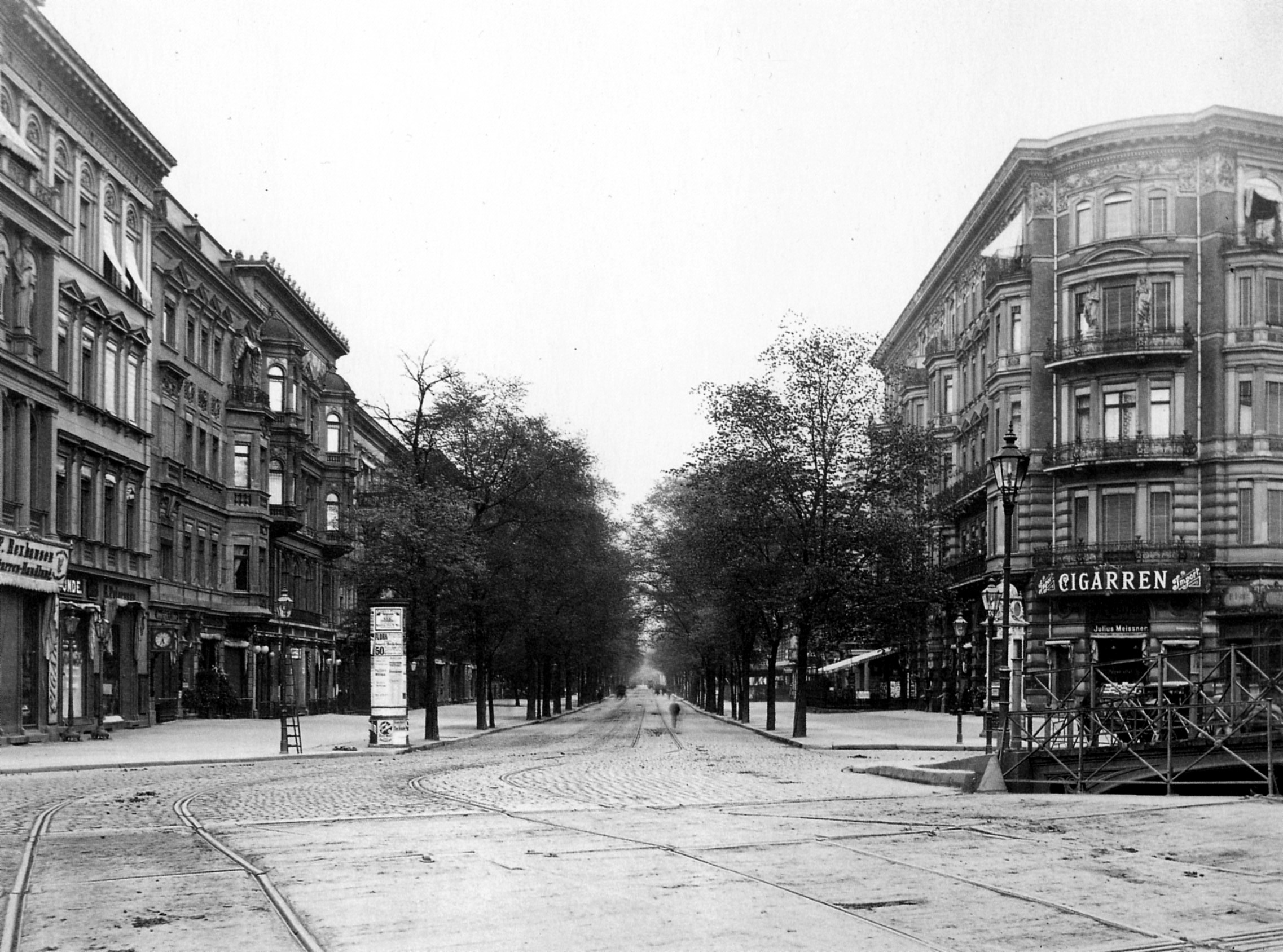
Blick von der Klappbrücke über die S-Kurven der Straßenbahn in die Potsdamer Straße

## Wettbewerbe Ende des 19. Jahrhunderts
Die verkehrlich unbefriedigende Situation südlich der Brücke animierte den Architekten-Verein zu Berlin bereits im Januar 1891 zu einem Wettbewerb unter seinen Mitgliedern, betreffend die Verbesserung der Straßeninsel südlich der Potsdamer Brücke. Unter anderen beteiligten sich Eduard Fürstenau, Paul Müßigbrodt, August Senz und Otto Spalding an der nicht prämierten Monatskonkurrenz. Die eingereichten Vorschläge befriedigten jedoch nicht die Vorstellungen des Berliner Magistrats.
Im Jahr 1894 legte der Architekten-Verein zu Berlin dann als Preisaufgabe für das Schinkelfest 1896 auf dem Gebiet des Bauingenieurwesens den Entwurf zum Umbau der Potsdamer Brücke fest, in dem auch noch ein Hochbahnhof über der Brücke Berücksichtigung finden sollte. Sechs Bewerber beteiligten sich, unter anderem Otto Schulze, der am 2. März 1896 mit dem Schinkelpreis ausgezeichnet wurde.

## Brücke von 1898

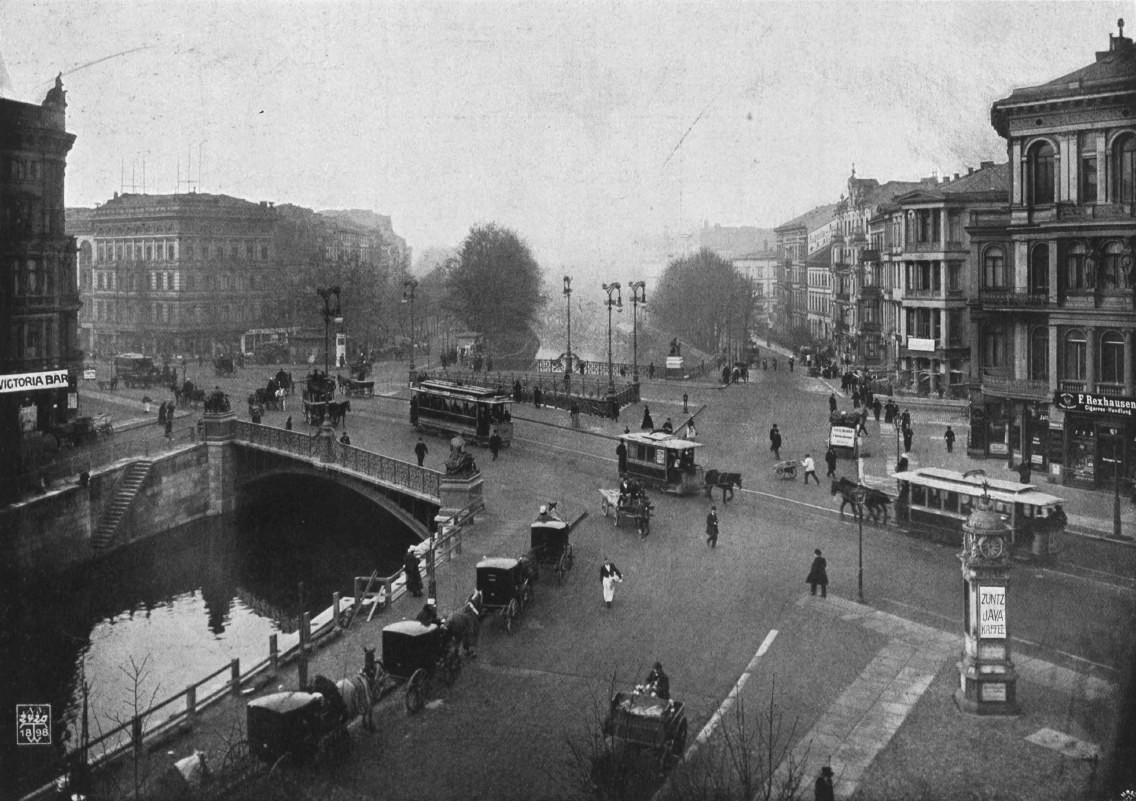
Potsdamer Brücke um 1900

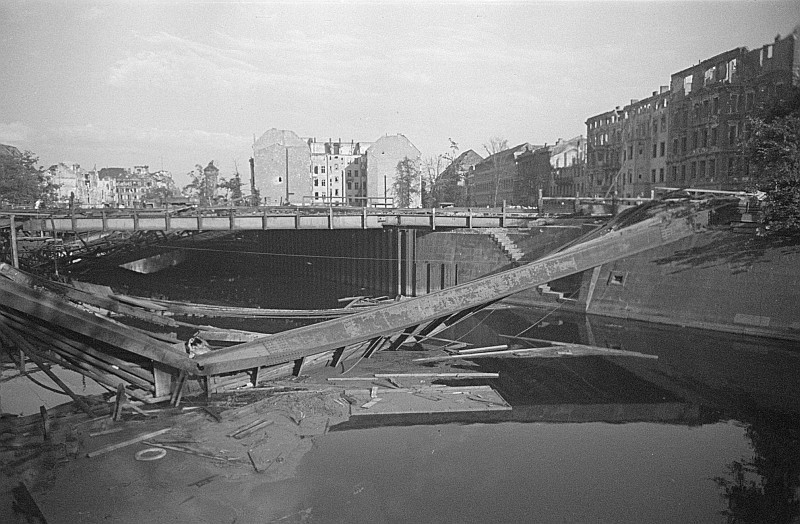
Zustand im Oktober 1945. Im Vordergrund die zerstörte Notkabelbrücke, dahinter die Notbrücke von 1939 vor der beschädigten Potsdamer Brücke.

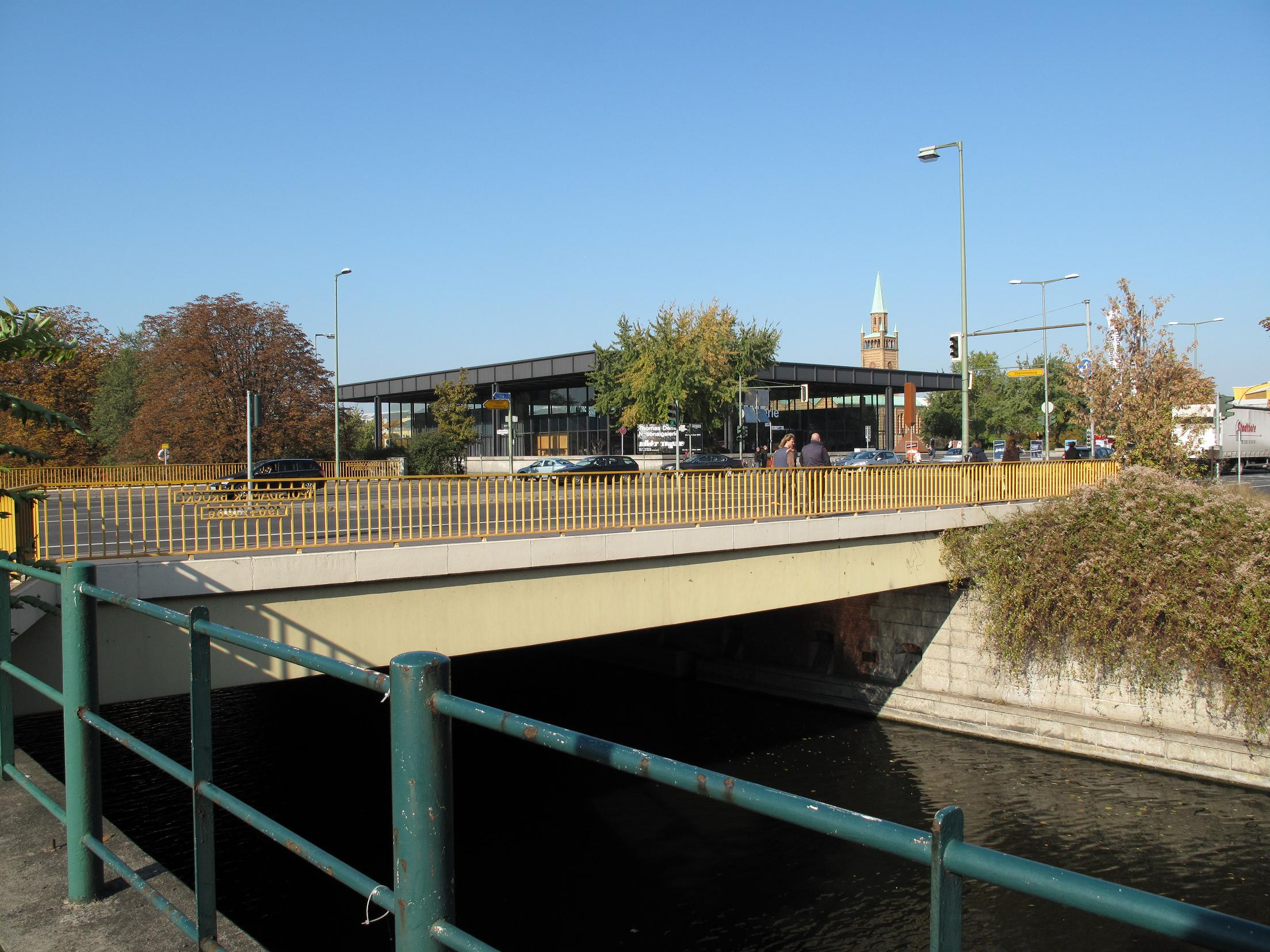
Die heutige Brücke mit der Neuen Nationalgalerie

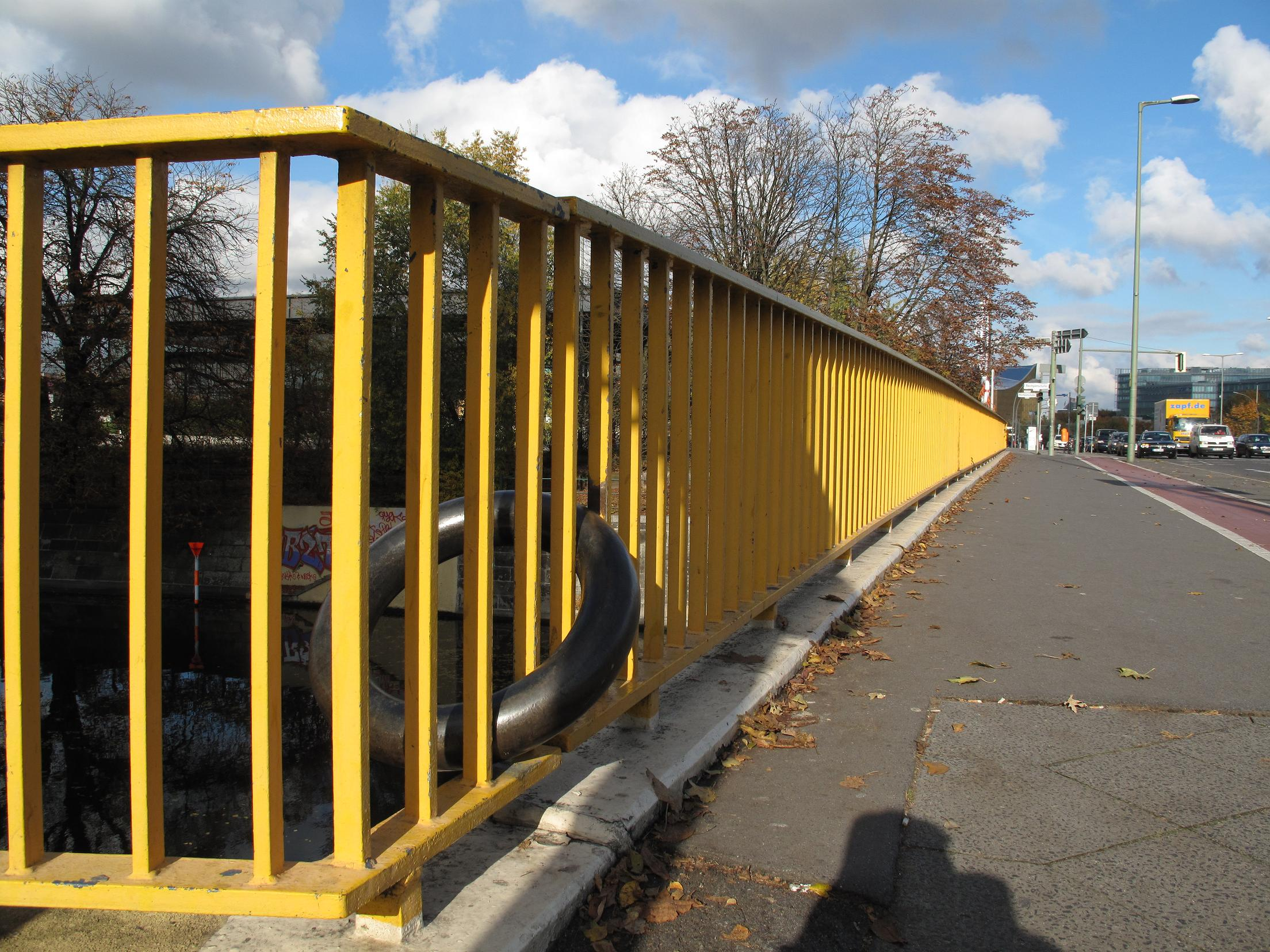
Der Ring, „Stücke für Städte“, von Norbert Radermacher

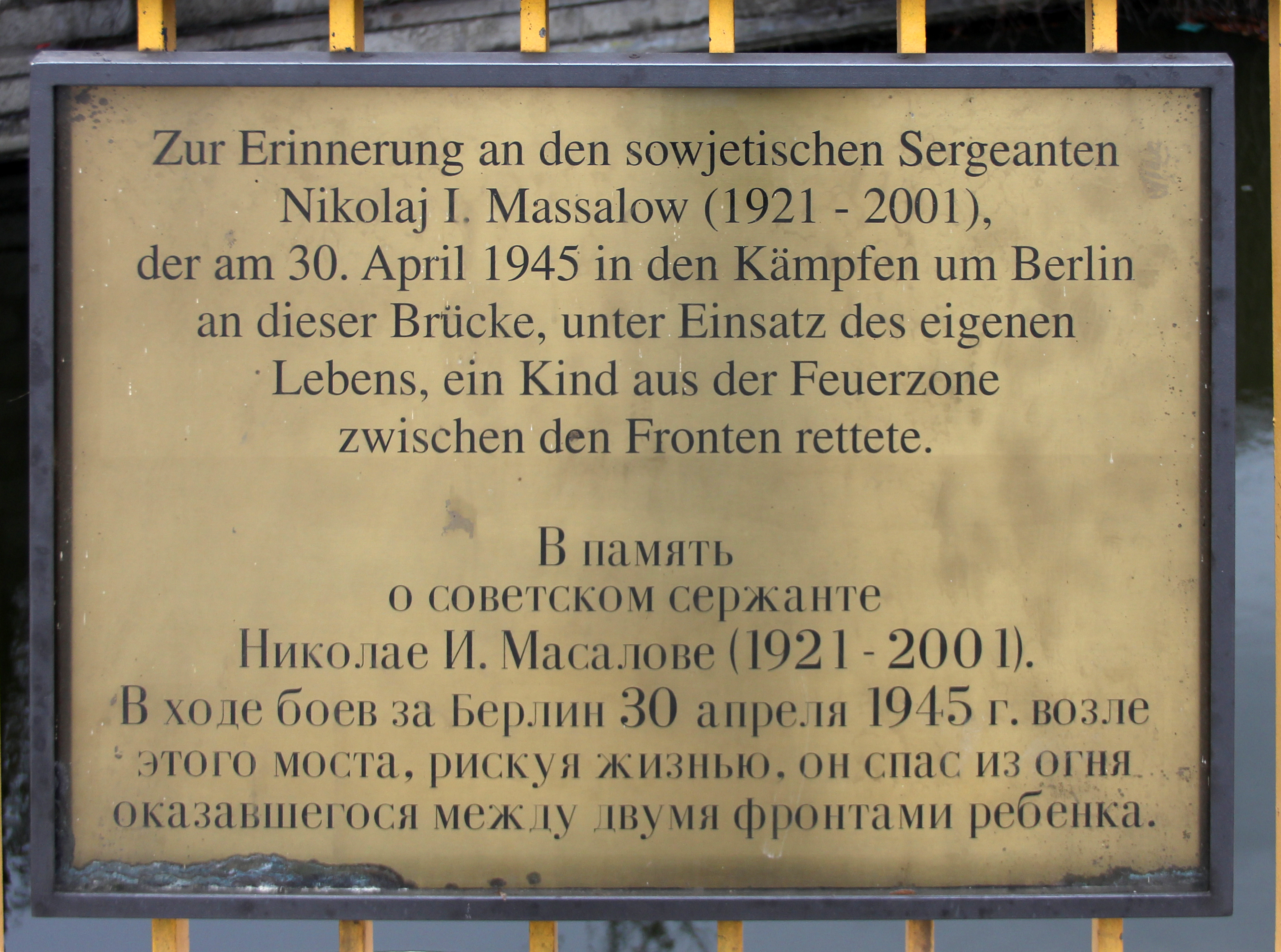
Gedenktafel für Nikolaj Iwanowitsch Massalow

Die Entwürfe für die neue Potsdamer Brücke gehen auf den Stadtbaurat James Hobrecht zurück. Die Umsetzung erfolgte unter seinem Nachfolger Friedrich Krause, der am 3. Juni 1897 dieses Amt antrat. Beim Entwurf der neuen Brücke waren zahlreiche Anforderungen zu beachten. So sollte die Brücke nun in der Achse der Potsdamer Straße liegen und die Viktoriastraße sollte besser angebunden werden. Außerdem mussten die Steigung der Straße auf die Brücke verringert und letztendlich auch die Kurve des Landwehrkanals entschärft werden. Krause entwarf eine Doppelbrücke, die sich an der südlichen Kanalseite teilte und mit eigenen Bauwerken die Viktoriastraße und die Potsdamer Straße über den Kanal führte. Diese Zweiteilung war nötig, damit für die passierenden Schiffe Licht auf den unter den Brücken liegenden Landwehrkanal fiel. Vor allem die Verringerung der Steigung machte zahlreiche Umbauten im Umfeld der Brücke notwendig. Die hierzu aufgeschütteten Rampen reichten beidseits der Brücke über 100 m in die Potsdamer Straße hinein. Einige Gebäude an der Potsdamer Straße mussten durch bauliche Veränderungen erst wieder an die aufgehöhte Straße angeschlossen werden. Aber auch die Begradigung des Landwehrkanals zur Vereinfachung der Schifffahrt führte zu Straßenumbauten. Die nördliche Kanaluferstraße (Königin-Augusta-Straße, heute: Reichpietschufer) wurde verbreitert, die südliche (Schöneberger Ufer) verschmälert. Beide Straßen mussten zudem auch in ihrer Höhenlage angepasst werden, um an die höherliegende Rampe der Potsdamer Straße anzuschließen.
Unter der Bauleitung von Fritz Eiselen wurde die Brücke 1897 bis 1898 errichtet. Die Konstruktion der Brücke war eine schwach gekrümmte Blechbogenbrücke mit obenliegender Fahrbahn. Die Stützweite zwischen den Widerlagern in den Kanalufermauern betrug 26 m. Die Brückenauflager erhielten eine Verkleidung aus Granit. Wegen der beengten Verhältnisse war die Konstruktion recht schmucklos.
Oberhalb der Fahrbahn versah man die Brücke dagegen mit reichlich Zierrat, da in unmittelbarer Nähe zu gleicher Zeit die prunkvolle Siegesallee angelegt wurde. Die Brücke erhielt ein schmiedeeisernes Geländer mit floralen Ornamenten. Auf dem Scheitelpunkt befanden sich in das Geländer integriert schmuckvolle Kandelaber, die je von zwei preußischen Adlern eingefasst wurden. An den vier äußeren Ecken der Doppelbrücke befanden sich Postamente aus rotem Granit, auf denen Bronzestatuen zu Ehren bedeutender deutscher Naturwissenschaftler und Ingenieure aufgestellt wurden. Hierbei handelte es sich um Carl Friedrich Gauß, Hermann von Helmholtz, Wilhelm Conrad Röntgen und Werner von Siemens. Die Auswahl hatte der Magistrat in Absprache mit der Akademie der Wissenschaften getroffen. Die Statuen sollten auf den hohen Wissenschaftsstand Berlins hinweisen. Jede Statue wurde von einem anderen Bildhauer nach einem einheitlichen Schema gestaltet. Die Darstellung der Personen erfolgte naturalistisch und sitzend. Jedem der vier wurde ein Genius zur Seite gestellt, der mit entsprechenden Attributen auf die wissenschaftlichen Leistungen der Persönlichkeit verwies. Die Statue von Gauß schuf Gerhard Janensch, die von Helmholtz Max Klein, die von Röntgen Reinhold Felderhoff und die von Siemens Julius Moser. Die Statuen wurden in der Kunstgießerei Lauchhammer angefertigt. Die Bronzestatuen der Doppelbrücke wurden später im Zweiten Weltkrieg zu Rüstungszwecken eingeschmolzen. Die Gipsmodelle sind dagegen erhalten und befinden sich im Märkischen Museum.
Unmittelbar nördlich der Doppelbrücke begannen mit der Grundsteinlegung am 14. Juni 1938 die Bauarbeiten für das Haus des Fremdenverkehrs. Dieses Gebäude war ein Bestandteil des Runden Platzes in der Nord-Süd-Achse, die wiederum ein Teil der Umgestaltungspläne der Reichshauptstadt Berlin war. Durch das Haus des Fremdenverkehrs wurde die südliche Viktoriastraße überbaut. Die Viktoria-Brücke war somit nutzlos geworden. Die Planungen sahen vor, die Viktoria-Brücke zu entfernen und die Potsdamer Brücke durch eine 36,8 m breite neue Balkenbrücke aus Stahl (St52) zu ersetzen. Als erstes wurde westlich der Viktoria-Brücke eine sogenannte Kabelnotbrücke errichtet, die im März 1939 fertiggestellt war. Anschließend wurden die Leitungen aus der Viktoria-Brücke über die Notbrücke gelegt und die Viktoria-Brücke abgebrochen. Nun wurde parallel zur Potsdamer Brücke im Bereich der abgebrochenen Viktoria-Brücke eine 1939 eingeweihte Notbrücke errichtet, über die der Verkehr der Potsdamer Straße umgeleitet wurde. Noch Ende August 1941 erklärte sich Albert Speer mit dem Entwurf für die neue Potsdamer Brücke einverstanden. Zum Abriss der alten Potsdamer Brücke kam es nicht mehr.
Im Zweiten Weltkrieg wurde die Potsdamer Brücke durch alliierte Luftangriffe beschädigt, die Kabelnotbrücke wurde zerstört und fiel in den Kanal. Der Verkehr konnte jedoch weiter über die Notbrücke von 1939 abgewickelt werden.
In den frühen Nachkriegsjahren (wahrscheinlich 1947) wurden die Schäden an der Potsdamer Brücke beseitigt und die Notbrücke abgerissen. Der Unterbau der Potsdamer Brücke von 1898 blieb größtenteils erhalten, der neue Überbau wurde nun schmucklos in Stahlbauweise hergestellt.

## Die heutige Brücke von 1966
Zwischen 1964 und 1966 entstand – um einige Meter versetzt – die heutige einteilige Balkenbrücke aus Spannbeton, nachdem die Straßenführung zwischen dem Potsdamer Platz und dem Kanal geändert worden war. Die neue Brücke besitzt neben Fuß- und Fahrradwegen sieben Fahrstreifen.
Im Brückengeländer wurde am 10. Dezember 2003 eine Gedenktafel zu Ehren des sowjetischen Sergeanten (Unteroffizier) Nikolai Iwanowitsch Massalow (1921–2001) angebracht, der am 30. April 1945 nahe dem Landwehrkanal an der Potsdamer Brücke ein kleines ca. dreijähriges Mädchen im Kugelhagel und im Feuerschutz seiner Kameraden in Sicherheit gebracht haben soll. Die zweisprachige Inschrift (deutsch und russisch) lautet:

„Zur Erinnerung an den sowjetischen Sergeanten Nikolaj I. Massalow (1921–2001), der am 30. April 1945 in den Kämpfen um Berlin an dieser Brücke, unter Einsatz des eigenen Lebens, ein Kind aus der Feuerzone zwischen den Fronten rettete.“

Zur Diskussion und zu den unterschiedlichen Versionen der Heldentat siehe: Sowjetisches Ehrenmal. Am Geländer der heutigen Brücke gibt es auf der Ecke zum Schöneberger Ufer ein Kunstwerk von Norbert Radermacher aus dem Jahr 1985 mit dem Titel Der Ring. Der auf den ersten Blick unscheinbare und auf Fußhöhe schräg um zwei Geländerpfosten gelegte schwarze Ring aus Bronze korrespondiert mit dem senkrecht stehenden Rettungsring in der Brückenmitte. Thomas Beck schreibt zu dem Kunstwerk:

„Radermachers Blick ist der des Flaneurs, ausgerüstet mit einer Sensibilität für die Brüche und die mitunter groteske Logik zweckrational gestalteter Stadträume. Mit seinen subtilen Eingriffen in den öffentlichen Raum vertritt Rademacher eine konsequente Gegenposition zu einer vordergründig auftrumpfenden Auftragskunst.“

Das Kunstwerk im öffentlichen Raum des Berliner bildenden Künstlers Radermacher, seit 1992 Professor an der Kunsthochschule Kassel, ist Teil seines Themas „Stücke für Städte“.

## Umgebung der Brücke

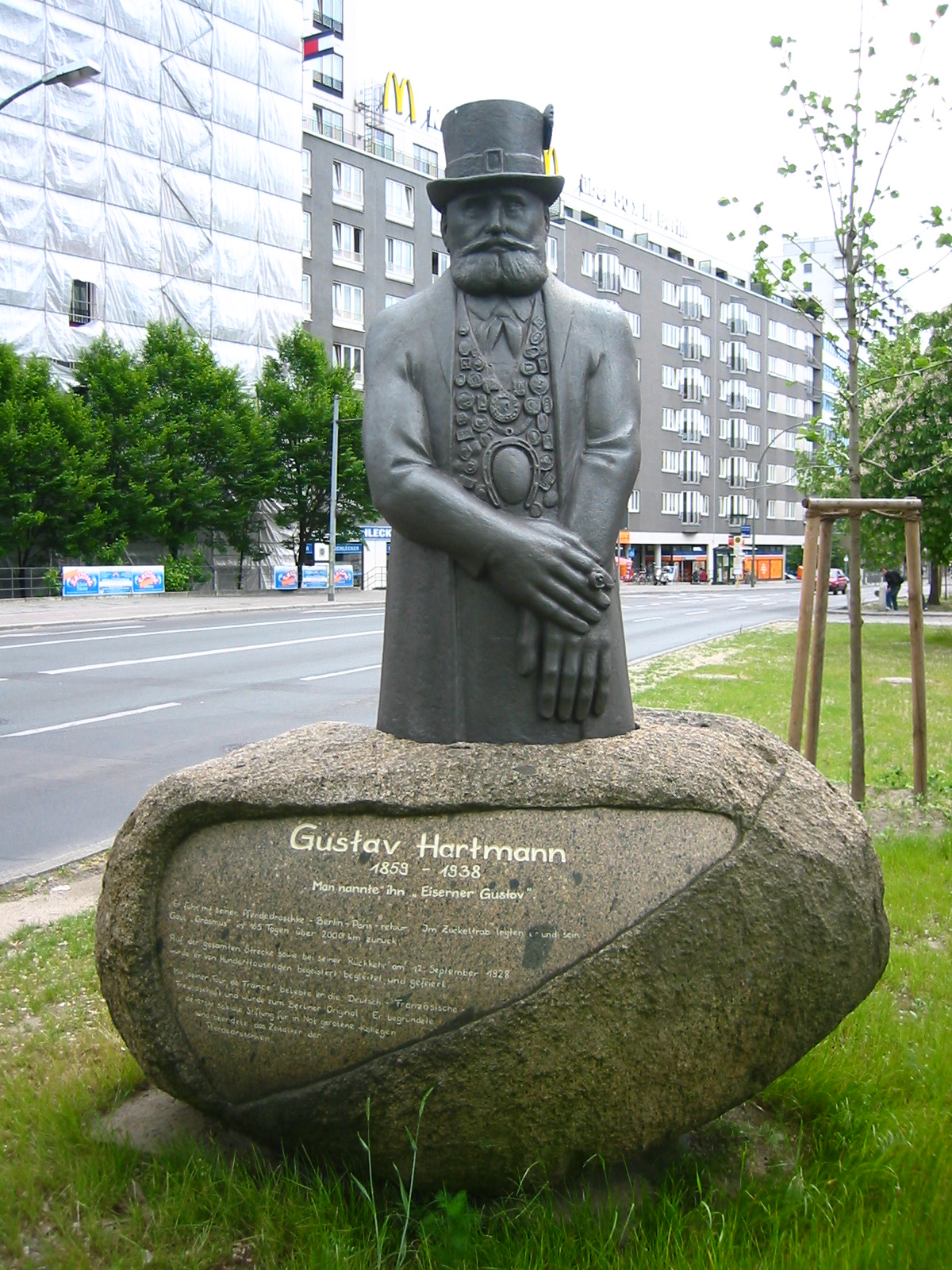
Denkmal für den „Eisernen Gustav“ an der Potsdamer Brücke

Südwestlich der Brücke steht auf dem Mittelstreifen der Potsdamer Straße seit 2000 das Denkmal von Gerhard Rommel für den Droschkenkutscher Gustav Hartmann, der als „Eiserner Gustav“ in die Geschichte eingegangen ist.
Nördlich befinden sich das Haus Potsdamer Straße der Staatsbibliothek und das Kulturforum Berlin mit u. a. Neuer Nationalgalerie und Gemäldegalerie. Westlich folgt die Bendlerbrücke und östlich die Georg C.-Marshall-Brücke.